# Dennis Armitage

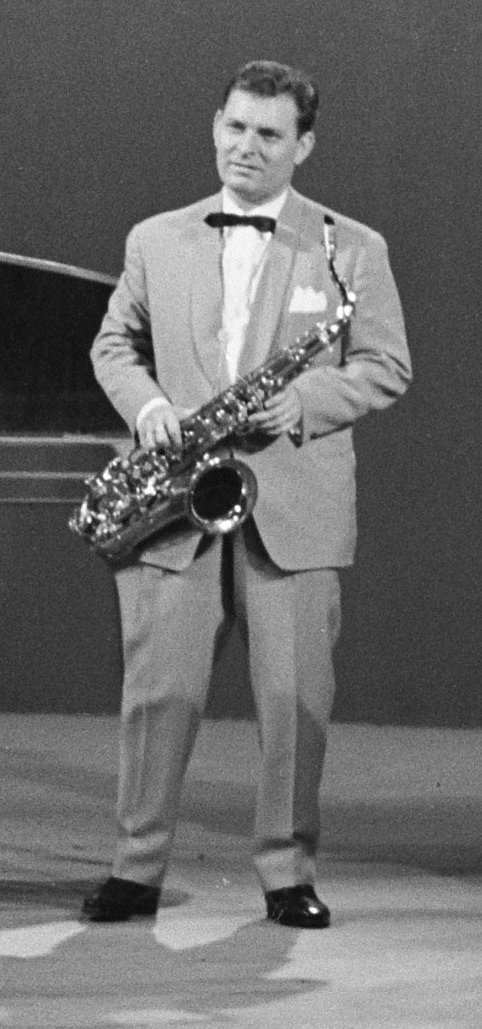
Dennis Armitage, 1961

Dennis Armitage (* 28. Mai 1928 in Leeds; † 5. November 2005 in Zürich) war ein britischer Jazz-Pianist, Saxophonist und Maler.

## Leben
Armitage erhielt im Alter von 7 Jahren Klavierunterricht und hatte im Alter von 15 Jahren seine ersten öffentlichen Auftritte als Pianist.
Mit 16 Jahren spielte er erstmals in einer Big Band. Während seines Militärdienstes gehörte er dem Buff-Regiment an. Nach einer zweijährigen England-Tournee ging Armitage 1951 in die Schweiz und wurde Mitglied des Hazy Osterwald Sextetts. In den 15 Jahren bis zur Trennung im Jahre 1967 war Armitage in zahlreichen Konzerten in Europa, Afrika und Amerika zu erleben.
1967 begann Armitage seine Solokarriere als Musiker. Gleichzeitig betätigte er sich auch als Arrangeur und Komponist. Er spielte als Musiker in vielen Rundfunkorchestern und trat mit Marianne Racine im Duo auf. Mit der Big Band des Schweizerischen Rundfunks verband ihn eine zwanzigjährige Zusammenarbeit. Neben Werken für Big Bands schuf er auch Kompositionen für Brassbands, von denen das 1993 komponierte Alphornkonzert für Alphorn und Blasorchester das bekannteste ist. Seit 1983 arbeitete der Musiker und Komponist mit dem Verleger Marc Reift zusammen, in dessen Editions Marc Reift die Werke Armitages erschienen. Auftritte als Jazzpianist feierte der gebürtige Engländer bei den parallel zum Lucerne Festival unter dem Motto Piano Off-Stage! stattfindenden Jazz-Veranstaltungen in den Bars der Stadt Luzern.
Als Maler und Zeichner wählte er das Pseudonym Darmi.